# إدسون بادل
إدسون مايكل بادل (بالإنجليزية: Edson Michael Buddle) (مواليد 21 مايو 1981 في نيو روتشيلي) لاعب كرة قدم أمريكي يلعب حاليا في نادي لوس أنجلوس جلاكسي الأمريكي .

## روابط خارجية
- إدسون بادل على موقع الاتحاد الدولي (مؤرشف)  (الإنجليزية)
- إدسون بادل على موقع الدوري الأمريكي (الإنجليزية)
- إدسون بادل على موقع قاعدة بيانات كرة القدم.إي يو (الإنجليزية)
- إدسون بادل على موقع بيانات كرة القدم. دي إي (الألمانية)
- إدسون بادل على موقع ناشيونال فوتبول تيمز (الإنجليزية)
- إدسون بادل على موقع Soccerway.com (الإنجليزية)
- إدسون بادل على موقع عالم كرة القدم.نت (الإنجليزية)
- إدسون بادل على موقع كووورة
- إدسون بادل على موقع AS.com (الإسبانية)